# HD185842
HD185842 — хімічно пекулярна зоря спектрального класу B5, що має видиму зоряну величину в смузі V приблизно  7,2.
Вона  розташована на відстані близько 1120,8 світлових років від Сонця.

## Пекулярний хімічний склад
Зоряна атмосфера HD185842 має підвищений вміст 
He
.